# Rhind-papyrus

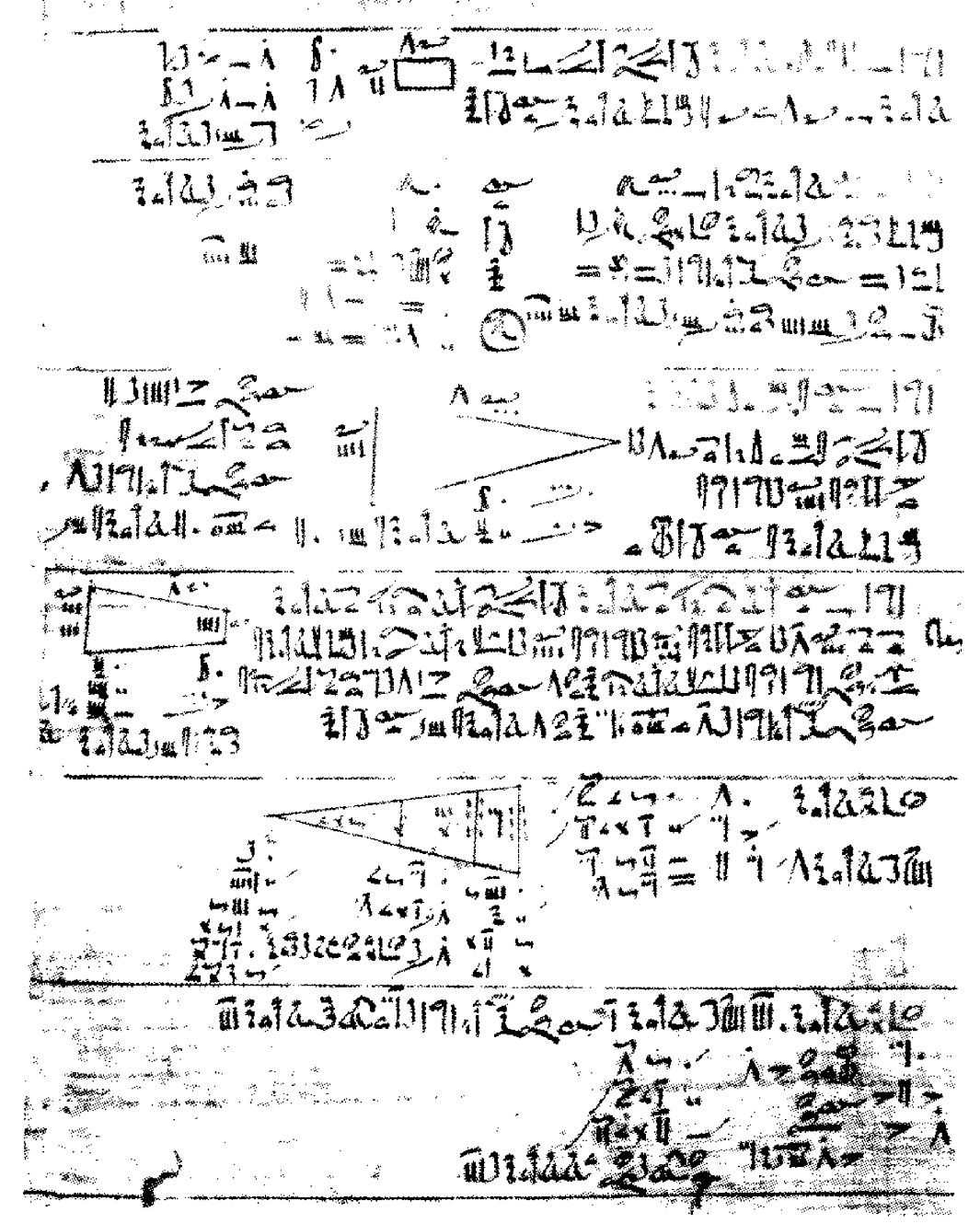
Een gedeelte van de Rhindpapyrus

De Rhind-papyrus is een van de oudste wiskundige geschriften op de wereld. 

## Geschiedenis
Onze kennis van de Egyptische wiskunde is gebaseerd op een relatief klein aantal oorspronkelijke documenten, die tot drie verschillende groepen behoren. De eerste groep dateert uit het eerste deel van het tweede millennium voor Christus; de tweede en derde groep bestaan uit Demotische resp. Griekse documenten uit de recentere Hellenistisch-Romeinse periode.
De belangrijkste vertegenwoordigers van de eerste groep zijn de Rhindpapyrus en de Moskou-papyrus. Beide stammen uit de periode tussen 2000 en 1550 voor Christus. De Rhindpapyrus werd in 1858 gevonden door de Schotse egyptoloog Alexander Henry Rhind in Thebe in de ruïnes van een klein gebouw in de buurt van het Ramesseum. Het British Museum kocht dit stuk uit zijn nalatenschap in 1865. Op basis van een vermoeden van Percy Edward Newberry toonde Thomas Eric Peet in 1922 aan dat sommige papyrusfragmenten uit het bezit van de New York Historical Society eigenlijk ontbrekende stukjes van de Rhindpapyrus waren. Die fragmenten waren samen met een belangrijke medische papyrus verworven door verzamelaar Edwin Smith.
De papyrus bevat hiëratisch schrift en is opgesteld door de klerk Ahmose gedurende het bewind -tijdens de 15de dynastie- van een farao van de Hyksos, Apepi I.
Ahmose was een Egyptenaar die leefde van omstreeks 1680 voor Chr. tot omstreeks 1620 voor Chr. Over hemzelf en zijn leven is niets bekend. Of Ahmose een wiskundige was, is ook niet bekend. Ahmose leefde in een periode in de Egyptische beschaving zonder grote farao's (1783 - 1560 v.Chr.) en zonder een krachtig centraal gezag. Dit was de tijd der heerschappij van de Hyksos, de 'heersers der vreemde landen', die uit het oosten kwamen en verwant waren aan de Semieten. 
Ahmose beweert op dit document een 200 jaar ouder document te hebben gekopieerd (uit ongeveer 1850 v.Chr.). Het geschrift van Ahmose dateert van rond 1650 voor Christus. De papyrusrol, die in het hiëratisch, een vorm van cursieve hiërogliefen, is beschreven, is een enkele rol met een lengte van 5 1/2 meter en een breedte van 32 centimeter.

## Inhoud
De Rhindpapyrus vangt aan met de belofte van "een grondige studie van alle dingen, inzicht in alles wat bestaat, kennis van alle duistere geheimen". In werkelijkheid bevat het document allerlei wiskundige begrippen, methoden en symbolen en 87 wiskundige problemen en hun oplossingen. Het gaat daarbij om rekenproblemen als het verdelen van een aantal broden over een aantal mensen, maar ook bijvoorbeeld om een methode om de oppervlakte van een driehoek te vinden.
Een belangrijke vernieuwing ten opzichte van (oudere) hiërogliefenteksten is het optreden van cijfertekens in plaats van herhalingen. Zo wordt het getal 7 niet langer weergegeven als zeven streepjes maar als één teken dat een sikkel voorstelt.
De oppervlakte van een cirkel met middellijn 9 wordt benaderd door een vierkant met zijde 8, wat in moderne termen uitgedrukt, de waarde van π gelijk stelt aan: (4/3)4 = 3,16049...
Uit de Rhindpapyrus weten we dat de Egyptenaren alle breuken (met uitzondering van 2/3) uitdrukten als som van verschillende stambreuken, dus breuken met teller 1. Zo schreven ze 2/9 als 1/6 + 1/18, en 8/11 als
{\displaystyle {1 \over 2}+{1 \over 6}+{1 \over 22}+{1 \over 66}}
James Joseph Sylvester bewees in 1880 dat iedere echte breuk kan geschreven worden als een som van verschillende stambreuken.